# Castel Lagopesole
Castel Lagopesole (o también Lagopesole, «Lagopése» en lucano) es la mayor frazione de Avigliano, en la provincia de Potenza (Basilicata).

## Geografía
Castel Lagopesole surge a lo largo de la carretera estatal 93 Appulo-Lucana y queda a unos 27 km de Potenza, 33 de Melfi, 5 de Filiano y 20 de la capital municipal. 

## Historia
El origen del nombre deriva de la presencia del lago homónimo en los alrededores del poblado. El periodo de mayor esplendor para el país, ligado al castillo, se debe a la presencia angevina durante el siglo XIII.

De la época medieval queda el castillo de Lagopesole, castillo que se encuentra en lo alto de Lagopesole y que se atribuye a Federico II, construyéndose probablemente entre 1242 y 1250. Una particularidad que distingue este castillo de todos los demás atribuidos a Federico II es la presencia, en su interior, de una auténtica iglesia, no una simple capilla, único ejemplo, entre todos aquellos que se remontan a aquella época imperial, en un austero estilo románico, que las restauraciones efectuadas en los últimos años del siglo XX han sacado a la luz y devueltos a su originario esplendor.

## Ciudad hermanada
- Schweinfurt